# The Fight Before Christmas
«The Fight Before Christmas» (с англ. — «Сражение перед Рождеством») — восьмой, рождественский выпуск двадцать второго сезона мультсериала «Симпсоны».

## Сюжет
В Спрингфилде празднуют Рождество, но в то время, как Мардж готовится к Рождеству, остальные члены семьи не веселятся, и им снятся сны.

### СонБарта
Барт недоволен тем, что не получил на Рождество мотоцикл, и решает поздно лечь спать, чтобы выстрелить в Санту из ружья. В ожидании он засыпает, и ему снится, что полярный экспресс, водитель которого Отто, приземляется перед домом Симпсонов. Он летит с Бартом на Северный полюс, где Барт, чтобы попасть к Санте, работает на него и сильно поднимается по карьерной лестнице. После этого он приходит к Санте (клоун Красти) с ружьём и хочет убить его, но Санта говорит Барту, что разорился, и Барт решает не убивать Санту и уходит. После ухода Барта Санта говорит, что все дети глупые, и устраивает вечеринку.

### СонЛизы
Лизе, которая возражает против ели из-за экологических причин, снится, что в декабре 1944 года Мардж (а не Гомер, так как он слишком толстый, чтобы влезть в форму) ушла на войну. Мардж неожиданно забирают завоёвывать чужие территории перед Рождеством 1943 года, когда она покупала ёлку, и Лиза клянётся не покупать ёлку на Рождество до тех пор, пока Мардж не вернётся. Гомер пытается утешить девочку, но приходит телеграмма, в которой написано, что Мардж числится среди пропавших без вести. Услышав эту новость, Лиза бежит на рынок с ёлками, с которого её мать и ушла на войну. Владелец говорит, что Мардж оплатила, но не взяла ёлку в прошлом году. После этого он сохранил ёлку и подстриг её, как Мардж. Лиза думает, что это знак того, что с мамой всё хорошо, и забирает ёлку себе. В это время Мардж заходит во французский кинотеатр, в котором сидит Гитлер, смотрящий мультфильм про Дамбо, который бомбардирует Лондон. Мардж поджигает плёнку, убивает Гитлера, выходит из кинотеатра, и на заднем плане кинотеатр взрывается. Лиза просыпается и говорит, что никогда больше не будет засыпать с игрушечным слоном Дамбо и книгой Уильяма Ширера «Взлёт и падение Третьего рейха».

### СонМардж
Мардж, недовольной отсутствием Рождества в семье, снится, что она пишет письмо Марте Стюарт, прося её помощи. Марта быстро приезжает и делает из дома рождественскую хижину, как и мечтала Мардж, но вся семья становится лишь частью пейзажа. Когда Мардж понимает, что Гомер и дети создают дух Рождества специально для неё, она просыпается и обнаруживает, что семья принесла ингредиенты для завтрака в постель, но всё идёт наперекосяк, и Симпсоны завтракают за столом, как обычно.

### СонМэгги
Наконец, Мэгги засыпает с диском «Флаппет. Рождество». В её сне Симпсоны, дед и Джаспер Бердли, сидящие в ложе, как Статлер и Валдорф, Мо и мистер Бёрнс — куклы в стиле Маппет-шоу. По сюжету Симпсоны уезжают на Гавайи и оставляют Мо следить за домом. Симпсоны уже готовы уехать, но тут в дом заходит мистер Бернс, которого посетили 3 призрака. Вскоре мистер Бернс узнаёт, что Гомер обманул его, сказав, что сломал шею, и вызывает собак для атаки, но прибегает только одна (кукла из носка). После этого приходит Кэти Перри (человек, а не кукла) — подружка Мо. Она целует мистера Бёрнса, который растрогался и разрешил Симпсонам поехать на Гавайи. Все вместе они поют песню «39 дней Рождества». В титрах Мо хочет поцеловать Кэти в губы, но не дотягивается и решает поцеловать её в пупок, после чего Кэти говорит, что он поцеловал её не в пупок, но просит не останавливаться (намекая на оральный секс).

## Культурные отсылки
- Первая история — пародия на фильм «Полярный экспресс».
- Когда Отто кормит экспресс марихуаной, он отсылается к мультфильму «Жёлтая подводная лодка» и песне The Doors «Strange Days».
- Вторая история — пародия на фильм «Бесславные ублюдки».
- Четвёртая история — отсылка к кукольным передачам «Маппет-шоу» и «Улица Сезам». К примеру, Мо ест печенье, как Коржик.

## Отношение критиков и публики
При первоначальном показе эпизод посмотрело 9,56 миллионов домов, и он получил 4,2 из 11 возможных % зрителей в возрасте 18—49 лет. Эпизод занял 5 место из передач на той неделе.
Брэд Трэчак из TV Squad дал эпизоду положительный отзыв, написав: «Эпизод начался хорошо и постепенно становился всё лучше и лучше. Он показал уровень воображения, которого не хватало последним Хеллоуинским выпускам. Я хвалю последний эпизод за использование Джима Хенсона, за то, что Мо ест, как Коржик (оба имеют сходные проблемы с глотанием) и за то, что Дедушка и Джаспер Бердли стоят и разговаривают, как Стэтлер и Вальдорф». Тодд ВанДерВерфф из AV Club дал эпизоду средний отзыв, написав: «Эпизод был неплох, он часто был смешным, но было много ошибок. Я подвергаю критике две части: часть про Марту Стюарт была одной затянувшейся шуткой, а кукольная часть была неестественной». В конце концов он поставил эпизоду B, выше оценку получил «Американский папаша!», но эпизод обошёл оба эпизода «Шоу Кливленда».
Несколько других критиков прокомментировали происходившее в четвёртой истории. Томми Кристофер из Mediaite написал в колонке, что эпизод был увенчан идеальной пародией на Маппет-шоу, переходящей, однако, во взрослый юмор, который бы заставил краснеть матерщинников из Avenue Q. Он отметил, что часть, в которой Мо думает, что целовал пупок Перри, и она просит его не останавливаться, была первой в телевизионной сети, ломающей двойное табу орального секса и секса марионетки и человека. Фрагмент получил высокую оценку от Германа Люсье из «/Film», который привёл его в качестве примера того, как шоу время от времени делает что-то так возмутительно, что мы все отступаем назад и восхищаемся их великолепием. Джойс Энг и Кейт Стэнхоуп из TV Guide поставили фрагмент на второе место в списке лучших моментов программ на той неделе. Фрагмент уступил лишь моменту из телесериала «Ходячие мертвецы».